# Санчес, Альфредо
Альфре́до Са́нчес (исп. Alfredo Sánchez; 8 июня 1908 или 28 мая 1904, Орисаба, Веракрус — 15 апреля 1991) — мексиканский футболист, полузащитник, участник чемпионата мира 1930 года.

## Биография
Альфредо Санчес играл за клуб «Америка». Принимал участие в первом чемпионате мира в Уругвае. Отыграл на турнире три матча.
После долгого перерыва вновь был вызван в сборную для участия в отборочных играх к чемпионату мира 1938 года, которые из-за отказа сборных превратились в товарищеские, а также играх Центральной Америки и Карибского бассейна 1938. В период 1937—1938 годов провёл 7 встреч (6 из которых мексиканцы выиграли), но ни разу не сумел отличиться.
| №  | Дата             | Место проведения    | Соперник   | Счёт | Голы | Соревнование                                        |
| -- | ---------------- | ------------------- | ---------- | ---- | ---- | --------------------------------------------------- |
| 1  | 13 июля 1930     | Монтевидео, Уругвай | Франция    | 1:4  | —    | Чемпионат мира 1930                                 |
| 2  | 16 июля 1930     | Монтевидео, Уругвай | Чили       | 0:3  | —    | Чемпионат мира 1930                                 |
| 3  | 19 июля 1930     | Монтевидео, Уругвай | Аргентина  | 3:6  | —    | Чемпионат мира 1930                                 |
| 4  | 12 сентября 1937 | Мехико, Мексика     | США        | 7:2  | —    | Товарищеский матч                                   |
| 5  | 19 сентября 1937 | Мехико, Мексика     | США        | 7:3  | —    | Товарищеский матч                                   |
| 6  | 25 сентября 1937 | Мехико, Мексика     | США        | 5:1  | —    | Товарищеский матч                                   |
| 7  | 10 февраля 1938  | Панама, Панама      | Колумбия   | 3:1  | —    | Игры Центральной Америки и Карибского бассейна 1938 |
| 8  | 18 февраля 1938  | Панама, Панама      | Сальвадор  | 6:0  | —    | Игры Центральной Америки и Карибского бассейна 1938 |
| 9  | 20 февраля 1938  | Панама, Панама      | Панама     | 2:2  | —    | Игры Центральной Америки и Карибского бассейна 1938 |
| 10 | 22 февраля 1938  | Панама, Панама      | Коста-Рика | 2:1  | —    | Игры Центральной Америки и Карибского бассейна 1938 |

Итого: матчей — 10 / голов — 0; побед — 6, ничьих — 1, поражений — 3